# 우다징
우다징(중국어: 武大靖, 병음: Wǔ Dàjìng, 한자음: 무대정, 1994년 7월 24일~)은 중화인민공화국의 쇼트트랙 선수이다. 올림픽에서 금메달 2개, 은메달 2개, 동메달 1개를 획득했으며 2018년 동계 올림픽에서 남자 500m 금메달을 획득하여 중국 남자 쇼트트랙 선수로는 최초로 올림픽 금메달을 획득했다.
현재 쇼트트랙 남자 500m 세계 기록을 보유하고 있다.